# Grande Prêmio da Áustria de 1976
Resultados do Grande Prêmio da Áustria de Fórmula 1 realizado em Österreichring em 15 de agosto de 1976. Décima primeira etapa do campeonato, nele aconteceu tanto a primeira vitória do piloto britânico John Watson quanto da equipe norte-americana Penske.

## Classificação da prova
| Pos. | Nº | Piloto                   | Construtor         | Voltas | Tempo/Diferença        | Grid | Pontos |
| ---- | -- | ------------------------ | ------------------ | ------ | ---------------------- | ---- | ------ |
| 1    | 28 | John Watson              | Penske-Ford        | 54     | 1:30:07.86             | 2    | 9      |
| 2    | 26 | Jacques Laffite          | Ligier-Matra       | 54     | + 10.79                | 5    | 6      |
| 3    | 6  | Gunnar Nilsson           | Lotus-Ford         | 54     | + 11.98                | 4    | 4      |
| 4    | 11 | James Hunt               | McLaren-Ford       | 54     | + 12.44                | 1    | 3      |
| 5    | 5  | Mario Andretti           | Lotus-Ford         | 54     | + 21.49                | 9    | 2      |
| 6    | 10 | Ronnie Peterson          | March-Ford         | 54     | + 34.34                | 3    | 1      |
| 7    | 12 | Jochen Mass              | McLaren-Ford       | 54     | + 59.45                | 12   |        |
| 8    | 24 | Harald Ertl              | Hesketh-Ford       | 53     | + 1 volta              | 20   |        |
| 9    | 38 | Henri Pescarolo          | Surtees-Ford       | 52     | + 2 voltas             | 22   |        |
| 10   | 18 | Brett Lunger             | Surtees-Ford       | 51     | Acidente               | 16   |        |
| 11   | 39 | Alessandro Pesenti-Rossi | Tyrrell-Ford       | 51     | + 3 voltas             | 23   |        |
| 12   | 33 | Lella Lombardi           | Brabham-Ford       | 50     | + 4 voltas             | 24   |        |
| Ret  | 22 | Hans Binder              | Ensign-Ford        | 47     | Acelerador             | 19   |        |
| NC   | 32 | Loris Kessel             | Brabham-Ford       | 44     | + 10 voltas            | 25   |        |
| Ret  | 9  | Vittorio Brambilla       | March-Ford         | 43     | Acidente               | 7    |        |
| Ret  | 30 | Emerson Fittipaldi       | Fittipaldi-Ford    | 43     | Acidente               | 17   |        |
| Ret  | 8  | José Carlos Pace         | Brabham-Alfa Romeo | 40     | Acidente               | 18   |        |
| Ret  | 17 | Jean-Pierre Jarier       | Shadow-Ford        | 40     | Bomba de combustível   | 8    |        |
| Ret  | 19 | Alan Jones               | Surtees-Ford       | 30     | Acidente               | 15   |        |
| Ret  | 34 | Hans-Joachim Stuck       | March-Ford         | 26     | Sistema de combustível | 11   |        |
| Ret  | 4  | Patrick Depailler        | Tyrrell-Ford       | 24     | Suspensão              | 13   |        |
| Ret  | 20 | Arturo Merzario          | Wolf-Williams-Ford | 17     | Acidente               | 21   |        |
| Ret  | 16 | Tom Pryce                | Shadow-Ford        | 14     | Freios                 | 6    |        |
| Ret  | 3  | Jody Scheckter           | Tyrrell-Ford       | 14     | Suspensão              | 10   |        |
| Ret  | 7  | Carlos Reutemann         | Brabham-Alfa Romeo | 0      | Embreagem              | 14   |        |

## Tabela do campeonato após a corrida
| Pos. | Piloto            | Pontos |
| ---- | ----------------- | ------ |
| 1    | Niki Lauda        | 61     |
| 2    | James Hunt        | 38     |
| 3    | Jody Scheckter    | 36     |
| 4    | Patrick Depailler | 26     |
| 5    | John Watson       | 19     |

| Pos. | Construtor   | Pontos |
| ---- | ------------ | ------ |
| 1    | Ferrari      | 64     |
| 2    | Tyrrell-Ford | 49     |
| 3    | McLaren-Ford | 44     |
| 4    | Penske-Ford  | 19     |
| 5    | Ligier-Matra | 16     |

- Nota: Somente as primeiras cinco posições estão listadas. A temporada de 1976 foi dividida em dois blocos de oito corridas onde cada piloto descartaria um resultado. Neste ponto esclarecemos: na tabela dos construtores figurava somente o melhor colocado dentre os carros do mesmo time.